# Ophiodothella leucospila
Ophiodothella leucospila är en svampart som först beskrevs av Berk. & M.A. Curtis, och fick sitt nu gällande namn av J.H. Mill. & G.E. Thomps. 1940. Ophiodothella leucospila ingår i släktet Ophiodothella och familjen Phyllachoraceae.   Inga underarter finns listade i Catalogue of Life.